# Tanytarsus gregarius
Tanytarsus gregarius är en tvåvingeart som beskrevs av Jean-Jacques Kieffer 1909. Tanytarsus gregarius ingår i släktet Tanytarsus och familjen fjädermyggor. Arten är reproducerande i Sverige. Inga underarter finns listade i Catalogue of Life.